# Leucae
Leucae o Leuce (en grec antic Λεῦκαι, Λεύκη) era una petita ciutat de Jònia prop de Focea que estava situada, segons Plini el vell, "in promontorio quod insula fuit", (en un turó que havia estat una illa). Segons Escílax de Carianda tenia dos ports.
Diodor de Sicília diu que la va fundar l'almirall persa Takos l'any 352 aC i després quan Takos era mort, se la van disputar Clazòmenes i Cimes o Cime. Clazòmenes se'n va apoderar amb un estratagema. Va ser l'escenari d'una batalla entre el cònsol Licini Cras i Aristònic el 131 aC, segons Estrabó.
Alguns autors han suposat que aquest lloc era el Leukonion (Λευκώνιον) que menciona Tucídides, però no pot ser, ja que aquella ciutat era a l'illa de Quios. El seu lloc és ocupat per la moderna vila de Levke.